# 埃靈頓鎮區 (明尼蘇達州道奇縣)
埃靈頓鎮區（英語：Ellington Township）是位於美國明尼蘇達州道奇縣的一個行政鎮區。

## 地方資料
埃靈頓鎮區的面積為93.23平方千米，當中陸地面積為93.23平方千米，而水域面積為0.00平方千米。根據2020年美國人口普查的數據，當地共有人口211人，而人口密度為每平方千米2.26人。